# Лосано Мартинес, Серхио
Серхио Лосано Мартинес (исп. Sergio Lozano Martínez; 9 ноября 1988, Мадрид, Испания), более известный как просто Серхио Лосано — испанский игрок в мини-футбол. Игрок испанского клуба «Барселона» и сборной Испании по мини-футболу.

## Биография
Первыми клубами в карьере Серхио Лосано были «Арганда», «Лас Росас Боадилья» и «Реале Картахена». В составе последнего клуба ему удалось стать заметной фигурой. Однако ещё больше он раскрылся в клубе «Каха Сеговия», в котором провёл сезон 2010/11. Серхио был одним из лидеров команды, помог ей добраться до финала плей-офф и завоевать серебряные медали.
Летом 2011 года Серхио перешёл в состав «Барселоны». Там он продолжил яркую и результативную игру. В начале 2012 года он отправился на чемпионат Европы в составе сборной Испании. Забив в ворота сборной России два решающих гола в финальном матче и принеся испанцам чемпионство, молодой испанец стал главным героем всего турнира.

## Достижения
«Барселона»
- Чемпион Испании по мини-футболу (4): 2011/12, 2012/13, 2018/19, 2020/21
- Обладатель Кубка Испании по мини-футболу (4): 2012, 2013, 2019, 2020
- Обладатель Королевского кубка Испании по мини-футболу (6): 2011/12, 2012/13, 2013/14, 2017/18, 2018/19, 2019/20
- Победитель Лиги Чемпионов (4): 2011/12, 2013/14, 2019/20, 2021/22

Сборная Испании
- Чемпион Европы по мини-футболу (2): 2012, 2016